# История в Феникс-сити
«История в Феникс-сити» (англ. The Phenix City Story) — фильм нуар режиссёра Фила Карлсона, вышедший на экраны в 1955 году.
Фильм основан на документальных материалах событий, которые в 1954 году происходили в городе Феникс-сити (штат Алабама), известном в то время как центр нелегальных азартных игр, проституции и порока. После серии жестоких преступлений, совершённых представителями местной мафии, контролирующими городскую власть, группа сознательных горожан решает очистить свой город, выдвинув на должность Генерального прокурора Алабамы влиятельного адвоката Альберта Паттерсона (Джон Макинтайр). Когда Паттерсона убивают, в борьбу за пост Генерального прокурора вступает его сын Джон Паттерсон (Ричард Кайли).
Фильм выполнен в жанре разоблачительного нуара, к которому относятся такие картины, как «Насаждающий закон» (1951), «Бандитская империя» (1952), «Поворотная точка» (1952), «Тайны Канзас-сити» (1952), «Большая жара» (1953), «История в Лас-Вегасе» (1952), «История в Майами» (1954) и многие другие.
Съёмки проводились на натуре в городе Феникс-сити, зачастую в тех самых местах, где происходили события, положенные в основу картины. Фильм начинается с 13-минутного документального пролога, в котором известный тележурналист берёт интервью у реальных участников событий, включая вдову Альберта Паттерсона.
В 2019 году включён в Национальный реестр фильмов.

## Сюжет
В документальном прологе известный журналист Клит Робертс сообщает зрителям, что несмотря на шокирующие кадры, в которые трудно поверить, всё, что показано в фильме не является преувеличением. Более того, до сих пор сохраняется угроза того, что существовавшая в городе преступная машина ещё может вернуться. Далее Робертс берёт интервью у реальных участников тех событий — у мистера Бентли, которому синдикат угрожал и устроил взрыв около его дома, у мистера Бриттена, который говорит, что первые честные выборы в городе прошли лишь после того, как был назначен новый шеф полиции и новые люди пришли работать в полицию, и, наконец, у миссис Паттерсон, вдовы Альберта Паттерсона, который был номинирован на должность Генерального прокурора штата Алабама. Её сын Джон Паттерсон продолжил дело отца, убитого 18 июня 1954 года. Робертс сообщает, что сейчас в Бирмингеме, крупнейшем городе штата Алабама, идёт второй процесс по делу Феникс-сити, который должен положить конец преступному синдикату.
Повествование в картине ведётся закадровым голосом Джона Паттерсона, который начинает повествование следующим вступлением: «На противоположных берегах реки Чаттахучи расположены два города, соединённые двумя мостами, но из разделяют целые миры. Один из них — Коламбус в штате Джорджия, в котором проживают 80 тысяч человек, по соседству с которым расположена военная база Форт-Беннинг, где ежегодно проходят подготовку тысячи военнослужащих. Им совсем не сложно добраться до Феникс-сити. Достаточно сесть на автобус, доехать до Коламбуса и перейти по мосту. Это город моего отца и мой город. В нём проживает 24 тысячи человек и больше церквей, чем в любом другом городе такого размера в штате Алабама. Люди живут здесь обычной жизнью, но был один бизнес, который на момент смерти моего отца приносил доход в 100 миллионов долларов в год. И была улица, на которой процветала эта главная отрасль города, давая работу части его населения. Там работала подпольная индустрия, которая производила шулерские игральные кости, сделанные умелыми руками или наполненные ртутью, игровые автоматы, которые в лучшем случае позволяли выиграть один цент на доллар, фальшивый виски, внешне не отличимый от настоящего и меченые колоды карт. Эта индустрия процветала более полувека, так как порядочные люди предпочитали её не замечать. И управлял этой индустрией человек, которого все хорошо знали, а до того — его отец и отец его отца. Эта индустрия сделала Феникс-сити самым порочным городом в США. Его индустрией был порок».
В клубе «Поппи», забитом выпивающими солдатами, выступает певица, там же работает казино. Наблюдающая за ситуацией в игровом зале Кесси (Джин Карсон) подходит к знакомому парню, Фреду Гейджу (Бифф Макгуайр), который вместо игры беседует с молодой крупье Элли Роудс (Кэтрин Грант). Элли объясняет Фреду, что работает здесь, потому что больше нигде в городе не сможет устроиться на зарплату в 20 долларов в неделю. Недовольный местом её работы, Фред замечает, что скоро закончит юридическую школу и сдаст экзамен на адвоката, после чего в офисе мистера Паттерсона ему обещают платить 50 долларов в неделю, и на эти деньги он сможет содержать их обоих, когда она станет его женой. Неожиданно прямо в зале двое здоровых вышибал начинают избивать одного из клиентов, который заподозрил крупье в обмане, а затем выбрасывают его на улицу. Фред уговаривает Элли немедленно уволиться из этого мерзкого места, но она отвечает, что не может это сделать сейчас. Когда Фред выходит на улицу, чёрный уборщик заведения Зик Уорд (Джеймс Эдвардс) предупреждает его, что мистер Таннер может быть недоволен, если узнает, что сюда заходит мистер Гейдж. Кэсси заходит в кабинет владельца заведения Ретта Таннера (Эдвард Эндрюс) и говорит ему, что надо бы избавиться от Элли Роудс, потому что она встречается с Фредом Гейджем. Хотя добродушно настроенный Таннер не видит в этом проблем, Кэсси опасается, что Фред, бывая здесь, может выведать некоторые подробности функционирования их бизнеса. Таннер заходит на служебную стоянку и спрашивает у своего механика, не было ли новостей от Джеба Бассетта, на что от отвечает, что собрание состоится сегодня вечером, но не известно где.
Таннер приезжает в офис пожилого, уважаемого адвоката Альберта Паттерсона (Джон Макинтайр), который сообщает, что берёт себе в партнёры сына Джонни, возвращающегося после военной службы в Европе. С Альбертом Таннера связывают длительные отношения, и Таннер рассчитывает, что между ними всё останется без перемен. Таннер не опасается угроз его бизнесу со стороны властей или судебных органов, так как у него достаточно денег, чтобы разобраться с ними, но его больше тревожит группа обеспокоенных граждан, включающая Эда Гейджа, Бентли и Бриттона. Уже в течение двух лет гражданские активисты врываются в наши помещения, уничтожают оборудование, устраивают задержания сотрудников, но до сих пор не смогли ничего добиться, кроме штрафов за нарушения общественного покоя. В этой связи Таннер предлагает Альберту работать адвокатом на себя с окладом 25 тысяч долларов в год, однако тот отказывается, говоря, что по ночам хочет спать спокойно. Он предпочитает заниматься своими делами, и не пытается что-либо менять в этом городе, который живёт так уже 80-90 лет. На прощание Альберт ещё раз подтверждает, что не изменит свой мнение ни в ту, ни в другую сторону. Около офиса Паттерсона Таннер встречает Хью Бриттона (Джордж Митчелл) с сыном, говоря ему, что сыт по горло его гражданским комитетом, на что Бентон отвечает, что ему тоже надоело, что Таннер сделал с этим городом.
В аэропорту Коламбуса Альберт встречает спецрейс из Германии, которым прилетает его сын Джон (Ричард Кайли) с женой Мэри Джо (Ленка Петерсон) и двумя маленькими детьми. Джон работал в Германии военным прокурором, осуждая военных преступников. Отец предлагает сыну стать его партнёром в адвокатском бюро, которую он хочет переименовать в «Паттерсон и Паттерсон». Это беспокоит Мэри Джо, которая опасается жить в Феникс-сити. Когда Возвращаясь домой поздно вечером, они видят, что знаменитая 14-я улица заполнена пьяными солдатами в компании проституток и бесконечными точками, где ведутся азартные игры и даются в ссуду деньги. Однако Альберт говорит, что это в основном солдаты и туристы, а их дом расположен далеко от этого места. Альберт рассказывает, что группа местных жителей выступает против того, что творится на 14-й улице, и даже сформировала гражданскую ассоциацию. Как выясняется, подобные ассоциации граждан создавались и ранее, но все они в итоге распадались, будучи не в состоянии противостоять насильственным действиям мафии. Альберт говорит, что в новую ассоциацию входят Эд Гейдж, Хью Бриттон и Джеб Бассет, но сам Альберт не входит. Хотя ему предлагали стать её председателем, он отказался, считая себя слишком старым для таких дел. Тем временем уровень убийств в городе продолжает оставаться на очень высоком уровня, хотя, по полицейским протоколам, это в основном самоубийства, и как это ни странно, большинство из них тонет в реке. Альберт утешает встревоженную Мэри Джо, что в их районе она даже не будет знать о существовании 14-улицы, о которой он сам почти забыл.
Вечером, когда Альберт и Джон прогуливаются около дома, к ним подъезжают Бриттон и Эд Гейдж, рассказывая, что теперь они вынуждены постоянно носить с собой оружие, и предлагают Паттерсонам примкнуть к их ассоциации. Альберт говорит, что сегодня отказался работать на Таннера, а с членами комитета готов работать только по частным адвокатским делам. Джон также отказывается от предложения вступить в комитет, говоря, что только что уже прошёл одну войну. Возвращаясь в город, Бриттон и Гейдж подвозят Джона до центра города за покупками, но когда они сворачивают в переулок к соседнему дому, дорогу им перегораживают люди Таннера. Когда машина останавливается, четверо молодчиков набрасываются на них и жестоко избивают. Случайный свидетель зовёт на помощь полицию, но та не спешит вмешиваться, более того, громилы Таннера избивают и свидетеля. Услышав шум, к месту драки подбегает Джон, которому также достаётся от бандитов. Лишь когда бандиты уходят, появляется полицейский, угрожая забрать избитых в участок, после чего уходит. Джон помогает сильно избитому Гейджу дойти до офиса ассоциации, а затем отправляется разобраться в клуб «Поппи». У входа в клуб он встречает молодого Фреда Гейджа, ожидающего Элли, которому сообщает, что Клем Уотсон (Джон Ларч) со своими парнями только что избил его отца. Зайдя в клуб, Джон находит Клема и даёт ему по физиономии, что видит как Элли, так и вышедший из своего кабинета Таннер. Клем говорит, что много раз избивал солдат, и теперь впервые изобьёт майора. Начинается драка, но Таннер не останавливает её. Сильно избитый Джон всё-таки посылает Клема в нокдаун. Когда Джон при поддержке Гейджа-младшего выходит из клуба, очнувшийся Клем подходит сзади и пытается ударить Джона дубинкой по голове, однако Зик своей метлой сбивает его с ног. Втроём они успевают скрыться до приезда полиции и подвозят Зика до его дома. Джон обещает найти Зику новую работу, так как тот решил больше не возвращаться на 14-ю улицу. Гейдж-младший также решил, что больше не появится на 14-й улице, кое-что для себя решил и Джон.
Когда избитый Джон заходит домой, Мэри Джо требует немедленно уехать из этого ужасного города, но Джон решает, что должен остаться здесь и навести порядок. Он уговаривает отца пойти вместе с ним на заседание гражданского комитета. Перед членами комитета Джон произносит страстную речь, утверждая, что они никогда не избавятся от господства мафии на улицах, если должность Генерального прокурора штата не займёт человек, который пользуется доверием и способен выполнить эту работу. Все смотрят на Альберта, который сомневается, утверждая, что он слишком стар и нездоров, чтобы участвовать в предвыборной кампании по всему штату, и кроме того, далеко не все в штате и даже в их городе знают о том, что творится на 14-й улице, ставшей рассадником порока. На все сомнения отца Джон отвечает, что мы либо должны победить, либо нас убьют.
На следующий день Таннер приезжает в городской спа-салон, где встречается с главарями местного подпольного бизнеса, на которой присутствует и Джеб Бассет (Аллен Нурс), который сообщает, что к гражданскому комитету присоединился Альберт Паттерсон вместе с сыном, и более того, Альберт собирается баллотироваться на пост генерального прокурора штата, а Джон будет вести его избирательную кампанию. Собравшиеся явно опасаются такого развития событий, и тогда Таннер решает «испытать Джона по полной программе».
В тот же день Клэм похищает маленькую дочь Зика Уорда, затем выбрасывая её труп около дома Паттерсонов, после чего, потеряв управление, сбивает почтальона на велосипеде. Увидев это, Фред Гейдж бросается за ними в погоню, а его отец бежит на помощь к велосипедисту. Подойдя к трупу девочки, Джон читает приколотую к нему записку: «То же будет и с твоими детьми». Джон вызывает полицию, а его жена в окружении плачущих детей начинает быстро паковать чемоданы. Джон пытается её успокоить, советуя на время переехать к маме, но Мэри Джо утверждает, что больше сюда не вернётся. На её слова, что им было безопаснее в Германии, Джон отвечает, что им там было безопасно, потому что они победили. «Но здесь ты не победишь, здесь всегда было так», — отвечает жена.
Фред подъезжает к клубу «Поппи», где на заднем дворе обнаруживает машину с разбитой фарой, сбившую велосипедиста. Пока он пытается осмотреть машину, Клэм подходит к нему сзади и бьёт рукояткой пистолета по голове, после чего Фред падает и теряет сознание. Некоторое время спусти Элли заезжает к Гейджу-старшему домой, спрашивая, где Фред, машина которого стоит на 14-й улице. Эд рассказывает, что его сын преследовал машину, из которой выбросили ребёнка Зика. Мистер Гейдж уже проверил все места, где мог бы быть сын, но так его и не нашёл. Вместе они отправляются в отделение полиции, где им сообщают, что Фреда обнаружили за пределами города, он без сознания, но жив и очень плохо выглядит, похоже, с ним произошёл несчастный случай и его отправили в больницу. Приехав в больницу Эд и Элли узнают, что Фред был мёртв по прибытии. Джон говорит отцу, что Фреда убили, потому что он видел машину, выбросившую тело девочки.
На рассмотрении дела в коронерском суде, коронер и полицейский, обнаруживший тело Фреда, придерживаются позиции, что того сбила машины и он погиб, разбив череп при падении в канаву. Однако с помощью показаний эксперта Альберту удаётся доказать, что Фред был убит ещё до того, как упал в канаву. Альберт вызывает для дачи показаний Клэма Уилсона, который отрицает свою связь с убийством негритянской девочки, говоря, что «не имеет ничего против негров, если они ведут себя правильно». Альберт доказывает, что капли крови, обнаруженные в салоне машины Клэма, совпадают по группе с кровью Фреда. Тем не менее присяжные выносят вердикт, что Фред умер в результате несчастного случая. На улице Таннер подходит к Альберту, подтверждая, что точно помнит, что Клэм весь день был в клубе и никуда не отлучался. Таннер предлагает материальную помощь семье Фреда Гейджа, но Альберт отказывается, говоря, что вступает в борьбу с тем, чтобы прекратить деятельность Таннера и ему подобных, и ради этого будет баллотироваться на пост Генерального прокурора штата Алабама. «Это решение было равносильно объявлению войны», — комментирует Джим, который перевёз жену с детьми в безопасное место. После некоторых колебаний Мэри Джо всё-таки решает вернуться в Феникс-сити, чтобы быть вместе с мужем.
Предвыборная кампания Альберта Паттерсона сопровождается налётами на его предвыборный штаб с битьём стекол и поджогами агитационных автомобилей, а также избиениями его сторонников. Атака шла не только на активистов кампании, противники Паттерсона нападали на женщин, не давали распространять свободную прессу и даже били витражи в местной церкви во время выступления священника. Однако это не остановило Альберта, который объехал все 67 графств Алабамы, донося до людей правду о том, что происходит в Феникс-сити. Той же ночью группа неизвестных подожгла офис Паттерсона, пытаясь таким образом уничтожить все собранные им доказательства. Как замечает Джон, методы работы были простые: «если свидетелем является человек, его убивают, если бумаги — их сжигают».
Но Элли, которая всё ещё работала в клубе «Поппи», начала собирать информацию для Паттерсонов. Тем временем, выступая по телевидению, Хью Бентли заявил, что такая система коррупции, которая получила развитие в городе, не могла бы существовать без поддержки людей в правительстве штата, и это неслыханный позор в истории нашей страны. В момент показа его выступления, неизвестные взрывают динамитную шашку на пороге его дома. Тем же вечером Джон устраивает импровизированную трибуну напротив клуба «Поппи», обвиняя в покушении на Бентли тех, кто создал городу Феникс-сити славу всеамериканского города порока. Он призывает очистить город и не голосовать за тех кандидатов, которых поддерживает мафия. Джим говорит, что если жители не проголосуют, то сделают свой выбор в пользу азартных игр, проституции, изнасилований, убийств, поджогов офисов и подрывов домов. И это будет не где-то далеко, а здесь, в нашей Алабаме, нашей Америке. Сегодня город принадлежит не его жителям, а Таннеру и другим членам мафии, которые присвоили себе право решать, кто будет жить, а кто умрёт среди жителей и членов их семей.
Накануне выборов в Феникс-сити складывается настолько напряжённая обстановка, что Альберт просит правительство штата ввести в городе военное положение, но не получает ответа. В день выборов для подавления сторонников Альберта используются все грязны приёмы, включая запугивания, избиения, сексуальные соблазны и денежные посулы. Хотя мафия была уверена, что она победила в Феникс-сити, Альберту удалось собрать в штате достаточно голосов, чтобы быть номинированным от Демократической партии на пост Генерального прокурора штата, что практически гарантирует ему победу.
На очередном совещании глав городской мафии Таннер решает, что надо действовать до того, как Альберт вступит в должность. Элли звонит Альберту прямо из клуба «Поппи», говоря, что там царит какое-то странное оживление, в котором участвует вся мафиозная верхушка города и Клэм Уилсон. Элли пытается проследить за Таннером, и слышит, как он даёт кому-то указание сделать это сегодня ночью. В этот момент её застаёт Кэсси. Элли убегает, а Кэсси сообщает Таннеру, что Элли видела, как Таннер разговаривал с Джебом Бассетом. Из ближайшего автомата Элли звонит Джону, и узнав, что он направляется в офис, тоже едет туда. Подойдя к офису Паттерсона, Элли видит, как трое человек в тёмном переулке убивают Альберта из пистолета. Таннер видит, что Элли стала свидетельницей убийства, и приказывает своим людям убрать её тоже.
Той же ночью, узнав об убийстве Паттерсона, люди собираются около его дома, требуя справедливого возмездия. Они хотят линчевать главарей городской мафии, однако Джон останавливает их, утверждая, что сам поймает и накажет их в соответствии с законом. В этот момент Джону звонит Элли, сообщая, что видела убийц, но и они видели её. Джон едет забрать Элли, которая скрывается в доме Зика Уорда. После ухода Джеб Бассет, который был в доме Паттерсонов и слышал весь разговор, тут же передаёт эту информацию Таннеру. Когда Джон заходит в дом Зика, он видит, что бандиты Таннера уже схватили Элли, а Зик и его жена избиты и лежат на полу. На Джона набрасывается Клэм, начинается драка, в которой Джону помогает Зик. В конце концов им удаётся справиться с двумя бандитами, однако к этому моменту Таннер уже увёл Элли. Бросившись за ними, в подсобное помещение, Джон видит, что Элли убита, а Таннер исчез. Через несколько минут Джон замечает Таннера, когда тот проходит мимо дома, и между ними начинается драка, во время которой оба скатываются по склону в реку. Во время драки Таннер говорит, что убил Элли, но не убивал его отца. Зик останавливает драку, удерживая Джона, который уже готов убить Таннера. Зик говорит, что они не имеют права брать закон в свои руки и по собственному желанию убивать человека, что бы он ни сделал. Когда сам Зик только что хотел застрелить раненых бандитов, жена его остановила, говоря, что мы боремся именно против того, чтобы кто-либо присваивал себе право вершить закон, после чего он отдал ей ружьё.
Джон возвращается к своему дому, где всё ещё стоит толпа людей, и даёт Джебу по физиономии. Затем он звонит в правительство штата, и когда его не соединяют, подзывают собравшихся людей, чтобы они возгласами выразили своё желание очистить город. Он говорит, что завтра утром, когда станет известно о смерти его отца, этот голос усилится тысячекратно. После этих слов правительство штата принимает решение направить в город войска и ввести военное положение.
Джон сообщает зрителям, что после ввода военных в городе было восстановлен порядок. Это был не тот порядок, за который боролся Паттерсон-старший, но тот единственный тип порядка, который понимали те, кто его убил. Мафия была вынуждена ему подчиниться. Военные вскрыли клуб «Поппи», вынесли и разбили игральные автоматы, а затем вывезли их за город и сожгли. Но надолго ли? Все злодеи оставались на свободе. «Мы выиграли сражение, но пока ещё не выиграли войну». И именно этот вопрос он, Джон Паттерсон, ставший вскоре после этих событий генеральным прокурором штата, должен решить. Он видит перед собой две задачи — найти и осудить убийц своего отца и навечно закрыть злачные заведения в Феникс-сити.

## В ролях
- Джон Макинтайр — Альберт Паттерсон
- Ричард Кайли — Джон Паттерсон
- Кэтрин Кросби — Элли Роудс
- Эдвард Эндрюс — Ретт Таннер
- Джеймс Эдвардс — Зик Уорд
- Ленка Питерсон — Мэри Джо Паттерсон
- Бифф Макгуайр — Фред Гейдж
- Труман Смит — Эд Гейдж
- Джин Карсон — Кэсси
- Кэти Марлоу — Мэйми
- Джон Ларч — Клем Уилсон
- Аллен Нурс — Джебб Бассетт
- Хелен Мартин — Хелен Уорд
- Отто Хьюлетт — Хью А. Бентли
- Джордж Митчелл — Хью Бриттон
- Ма Бичи — Ма Бичи
- Мег Майлс — певица в клубе «Поппи»

## Создатели фильма и исполнители главных ролей
Кинокритик Артур Лайонс отмечает, что в 1950-56 годах небогатая "студия «Эллайд артистс» смогла произвести довольно много интересных — и несколько классических — нуаров категории В, среди них «Саутсайд 1-1000» (1950), «История в Феникс-сити» (1955), «Большой ансамбль» (1955), «Жертва аферы» (1956), и последний фильм Эдгара Ульмера «Убийство — моя работа» (1955). Для написания сценария этой картины студия пригласила "талантливого сценариста, режиссёра, фотографа и актёра Крейна Уилбура, который был автором сценариев фильмов нуар «Удивительный мистер Икс» (1948) и «Я был коммунистом для ФБР» (1951), а также классического трёхмерного фильма ужасов «Дом восковых фигур» (1953). Второй сценарист фильма Дэниэл Мейнуэринг был известен по фильмам нуар «Из прошлого» (1947), «Большой обман» (1949), «Разделительная линия» (1950), «Высокая цель» (1951) и «Попутчик» (1953), а позднее — по классическому фильму ужасов «Вторжение похитителей тел» (1956).
Режиссёр фильма Фил Карлсон вырос в Чикаго в период расцвета криминального правления Аль Капоне, и по словам Скотта Макджи, «кое-что знал о городе, жизнь которого зависит о преступной воли». В одном из интервью он рассказывал: «Я прошёл через период убийств и всего прочего в Чикаго. Я помню, как получал 25 центов за то, что стоял на углу, и если коп был на этой стороне улицы, громко свистел, и если он был на другой стороне улицы, свистел тихо. Моё посвистывание помогало работе небольшой пивоварни». «После воинской службы во время Второй мировой войны, Карлсон начал режиссёрскую карьеру на студии „Монограм пикчерс“, студии бедного ряда, известной съёмкой фильмов за 4-5 дней с практически нулевыми бюджетами. В конце 1940-х годов, сменив название на „Эллайд артистс“, студия попыталась делать свои фильмы немного более проработанными и привлекательными для публики. Картины „Эллайд“ не были крупнобюджетной продукцией, но они ушли далеко от той скороспелой халтуры, с которой Карлсон начинал свою карьеру». Наиболее успешными картинами Карлсона того периода стали две криминальные комедии про Чарли Чена — «Шанхайская кобра» (1945) и «Тёмное алиби» (1946), а в начале 1950-х годов — серия сильных фильмов нуар «Тайны Канзас-сити» (1952), «Скандальная хроника» (1952), «Ривер-стрит, 99» (1953), «Узкое место» (1955) и «Братья Рико» (1957). Через 18 лет после «Истории в Феникс-сити» «Карлсон добьётся ещё большего успеха с похожим фильмом „Высоко шагая“, в котором было много сходно поставленных сцен на фоне немного более широкого сюжетного полотна».
Джон Макинтайр сыграл небольшие роли в таких значимых фильмах, как «Звонить Нортсайд 777» (1948), «Асфальтовые джунгли» (1950), «Винчестер 73» (1950), «Психо» (1960) и «Элмер Гантри» (1960). Ричард Кайли также играл преимущественно небольшие роли, в частности, в таких фильмах нуар, как «Мафия» (1951), «Снайпер» (1952) и «Происшествие на Саут-стрит» (1953), а также в школьной драме «Школьные джунгли» (1955). «Среди других знакомых лиц в этом фильме следует обратить внимание на Джеймса Эдвардса и Эдварда Эндрюса. Эдвардс сыграл значимую роль служащего на парковке в фильме Стенли Кубрика „Убийство“ (1956), а также одного из боевых товарищей Фрэнка Синатры, который страдает от кошмаров, в фильме „Манчжурский кандидат“ (1962). Эндрюс был характерным актёром, который сыграл в бесчисленных телесериалах и диснеевских фильмах. Одной из самых узнаваемых работ Эндрюса стала его предпоследняя роль в фильме „Шестнадцать свечей“ (1984), где он сыграл заботливого дедушку Молли Рингуолд».

## История, положенная в основу фильма
Киновед Брюс Эдер отмечает, что «фильм основан на реальных событиях и рассказывает историю» Феникс-сити, небольшого города в штате Алабама, «который расположен по другую сторону моста от города Коламбус, Джорджия, и на расстоянии брошенного камня от военной базы Форт-Беннинг». Этот город стал известен как «Города греха», «в котором на азартные игры, проституцию и любые другие порочные виды развлечений закон смотрел сквозь пальцы. Большинство этих злачных мест концентрировалось на 14-й улице в центре города, и всё это благодаря 50-летнему влиянию организованной преступности на местное правительство. Реформистские группы, главным образом в форме добровольцев, пытались очистить „самый порочный город в США“ и ранее, и даже брали правосудие в свои руки, разрушая некоторые из злачных мест, но в итоге все их действия блокировались в судах (которых не интересовало происходящее на 14-й улице)». Историк кино Скотт Макджи также отмечает, что «Феникс-сити, отделённый рекой Чаттахучи от города Коламбус, долгое время находился под контролем мафии, в криминальные интересы которой входили азартные игры, проституция, наркоторговля и рэкет. Криминальный город был раздольем для преступного подполья», обслуживая как приезжих туристов, так и солдат с соседней военной базы. Особенного расцвета преступная деятельность криминального синдиката достигла «в годы Второй мировой войны, когда наглые преступные авторитеты гоняли „матрасные фургоны“ — закрытые тканью пикапы с проститутками — к воротам военной базы Форт-Беннинг, а сам Феникс-сити имел самый высокий уровень венерических заболеваний в стране. Дошло до того, что генерал Джордж Паттон, который командовал военной базой в то время, угрожал с помощью танков стереть с территории злачные заведения, в которых проводили время его солдаты». Макджи добавляет, что «помимо вопиющего разгула криминала, самым тревожным аспектом было то, что криминальные предприятия часто работали при свете дня под носом у в целом законопослушных горожан. От лени, летаргии или страха налогоплательщики Феникс-сити не проявляли интереса к очищению своего собственного города, даже если они понимали, что их отказ от решения этой проблемы может обернуться для них адом в ближайшем будущем». Далее Макджи указывает, что «толчок к существенным действиям властей был дан только после 18 июня 1954 года, когда местный адвокат Альберт Л. Паттерсон, номинированный на пост Генерального прокурора Алабамы, был застрелен около своего офиса криминальным синдикатом, противившимся его планам очищения города. После убийства городского героя и поднявшейся в результате волны возмущения во всём штате, жители Феникс-сити, наконец, выступили против столь удобного для синдиката положения вещей в городе». Эндрю Дикос также отмечает, что «кандидат от Демократической партии Альберт Паттерсон был убит после того, когда стало практически ясно, что он получит должность Генерального прокурора Алабамы и займётся очищением от порока штата и, в особенности, своего родного Феникс-сити. Фильм, сделанный на следующий год, представил в драматической форме снисходительность общества к таким порокам и должен был послужить предупреждением против роста других городов, подобных этому, по всей стране». Показанное в фильме довольно точно следует тому, что реально происходило в городе, но, как замечает Эдер, «несмотря на негативный образ Алабамы в фильме, он был очень хорошо принят штатом. Жители Феникс-сити были просто восхищены им по причине того, что действие происходит в их родном городе и среди актёров можно увидеть нескольких реальных местных жителей».

## Производство фильма
Макджи отмечает, что фильм «снимался на натуре в Феникс-сити в то же самое время, когда шёл реальный процесс над убийцей Паттерсона». Обстановка в городе всё ещё оставалась неспокойной, и «Карлсон и его команда сталкивались с угрозами и попытками помешать их работе как со стороны подпольного синдиката, так и со стороны горожан, которые ощетинивались на пришлых чужаков. Но Карлсон не был запуган. Он не только продолжал добывать новую информацию по делу, которая помогла обвинить убийцу Паттерсона, но и настоял на съёмках фильма на печально известной 14-й улице города, центральном месте нелегальной деятельности синдиката».
По словам историка кино Денниса Шварца, «хотя это правдивая история, тем не менее, Карлсон усилил некоторые события, снятые уже после того, как город пережил большую чистку. Он в значительной части сохранил в картине настоящие имена хороших парней, но при этом изменил имена плохих парней (чтобы избежать возможных исков с их стороны)». Шварц также отметил, что после этих событий «некоторые из плохих парней бежали в Теннесси, где создали ещё один преступный синдикат».
Фильм столкнулся со определёнными проблемами при утверждении в цензурных органах. В ноябре 1954 года Администрация производственного кодекса постановила, что фильм неприемлем, поскольку «1. Показывает принуждение к проституции. 2. Показывает проституток и проституцию. 3. Чрезмерно жесток». Руководители Администрации также дали понять, что «помимо общей проблемы с жестокостью, был конкретный момент, связанный с убийством ребёнка-негра, который мы считаем неприемлемым». Хотя в январе 1955 года история в целом прошла согласование, Администрация продолжала выступать против «необычайного количества насилия и жестокости» в истории, а также против любого изображения проституции или показа убийства дочери Зика Уорда. Уже после завершения работы над фильмом в июне 1955 года Администрация потребовала вырезать несколько моментов перед окончательным согласованием. Несмотря на то, что многие из моментов, против которых выступала Администрация, таких, как убийство ребёнка и очередь, выстроившаяся в бордель, остались в фильме, 20 июля 1955 года картина получила прокатный сертификат.

## Оценка фильма критикой

### Общая оценка фильма
После выхода фильма на экраны критики дали ему высокую оценку. Так, журнал «Variety» написал, что «порок в южном стиле получает разоблачительную трактовку в этом фильме», также указав на то, что «фильм главным образом придерживается доказуемых событий с некоторыми приукрашиваниями и переделками ради драматических целей», обратив также внимание на то, что в картине «довольно много насилия». Обозреватель «Нью-Йорк таймс» Босли Кроутер, оценив «Историю в Феникс-сити» как «необычайно хороший небольшой фильм», отметил, что события в картине «показаны красноречиво и ужасающе». Кроутер пишет, что «на основе газетных материалов о тех постыдных событиях, которые произошли в этом презренном маленьком городке в Алабаме до (и после) убийства Паттерсона, можно было бы ожидать, что это будет стандартный рассказ о пороке и убийстве в стиле шаблонного криминального фильма». Как отмечает Кроутер, «в этом поразительно реалистичном фильме» действительно представлено множество «свидетельств порока, а демонстрация насилия и убийств столь же сильная и ужасающая, насколько это только можно показать на экране». Однако главное достижение фильма заключается не в «подробном показе преступлений, а в способности донести ощущение реальной коррупции, гражданского и общественного паралича, а также показать готовность людей пойти на жертвы и те усилия, которые они должны приложить, чтобы осуществить очистительную кампанию против преступности». Обозреватель пишет: «В стиле драматизированной документалистики, остром и уверенном, подобно картине „В порту“ (1954) — или, что будет ещё более адекватным сравнением, в памятном „Вся королевская рать“ (1949) — сценаристы и режиссёр разоблачают разнузданную сеть коррупции и страха в американском городе, который погряз в грехе. В беспощадном, ищущем мелькании событий они видят и хитроумные увёртки злодеев, и бесчувствие и подлость их марионеток, и ужас и безмолвие местных жителей». Свою рецензию Кроутер резюмирует словами, что «некоторым эта яркая глава недавней хроники американской коррупции и преступности может показаться слишком уродливой, чтобы её признать. В сентиментальном плане, может быть, так и есть. Но это отличное произведение журналистского кино — и, кроме того, прекрасно сделанный фильм».
Оценки современных критиков также в основном позитивны, хотя и несколько более сдержаны. Спесер Селби назвал картину «суровой и жестокой криминальной драмой с сильным отображением облика 1950-х годов, которая основана на реальной истории», критик Дейв Кер назвал её «суровым фильмом нуар Карлсона, который основан на реальной истории Феникс-сити, Алабама, пропитанного пороком небольшого городка, который вычищает юрист-правдоискатель… Фильм во всём настолько же низок, насколько и тема, которую он разрабатывает». Журнал «TimeOut» считает, что «за пресным названием скрывается энергичный полу-истеричный триллер, который наносит несколько крепких ударов в попытке отразить правдивую историю города в Алабаме, который был основан в начале 19 века беглыми чёрными и перебежчиками-белыми, и к 1950-м годам стал своего рода супермаркетом для любой мыслимой криминальной деятельности, от чёрного рынка детей до выборов, фальсифицируемых криминальными синдикатами. В конце концов, в город вошли военные и опустошили большую часть порочной территории», далее отмечая, что «фильм Карлсона рассказывает эту необыкновенную историю с интересом кинохроникёра, а военный финал картины, может быть, ближе всех других американских фильмов приблизился к защите идеи локального военного переворота». Кинокритик Джонатан Розенбаум, который родился и вырос в Алабаме, в своей книге «Важное кино» написал: «Я всегда приводил этот фильм как самый лучший из когда-либо сделанных в Алабаме, а также как самый аутентичный. Наверное, отчасти потому, что при его просмотре ощущаешь апофеоз южного порока… Хотя по своим политическим взглядам это либеральный фильм, тем не менее, вызываемое им моральное негодование настолько сильно, что после его просмотра вы, возможно, захотите присоединиться к линчующей толпе». Скотт Макджи отмечает, что это «частично полудокументальный, частично социальный проблемный фильм, частично фильм нуар», который бросает «необычный в своём роде взгляд на отвратительный и восхитительный период американской криминальной истории». Далее он пишет, что «фильм в значительной степени является историческим документом своего времени, но культура страха и насилия, отображённая в фильме, безусловно, содержит элементы фильма нуар». Брюс Эдер называет картину «одним из самых жестоких и реалистичных криминальных фильмов 1950-х годов», который «пульсирует энергией реальной жизни, перенесённой на экран в хорошо поставленных кадрах и ключевых сценах, оттенённых взрывными съёмками сцен экшна», далее отмечая, что «снятый на натуре в Алабаме в документальном визуальном стиле, фильм передаёт атмосферу и уклад жизни штатов Глубокого Юга лучше, чем любой другой, основанный на фактах фильм того времени». Деннис Шварц, назвав фильм «основанным на подлинной истории полудокументальным политическим триллером», далее пишет: «организованная преступность добилась в городе прочных позиций, взяв в свои руки азартные игры, проституцию, чёрный рынок детей и даже местное правительство. Южная преступная структура с помощью силы держала город в коррумпированном состоянии, фальсифицируя выборы и взяв на содержание всю полицию… Этот уникальный фильм рисует уродливую картину крушения закона и порядка в действительно огромных масштабах».

### Место фильма в ряду картин об организованной преступности
Как пишет кинокритик Эндрю Дикос, фильм относится к той же категории разоблачительных фильмов, что и «Большая жара» (1953) Ланга и «Подпольный мир США» (1961) Фуллера, а также ещё один фильм Карлсона «Братья Рико» (1957), в которых описывается борьба индивидуума с организованной преступностью и коррупцией. Он отмечает, что «История в Феникс-сити», как и такие фильмы Карлсона, как «Узкое место» (1955) и «Братья Рико» (1957) были сделаны вскоре после того, как слушания Комитета Кефовера поразили нацию пагубным размахом организованной преступности, и все три фильма подробно описывают порочный характер преступной деятельности. Во всех трёх фильмах главные персонажи должны, в конце концов, в одиночку противостоять силе зла, попадая в классическую ситуацию нуаровой личности — преследуемой и запугиваемой". Фильм «сделан под влиянием как криминальных драм 1930-х годов, так и последовавших за ними фильмов нуар».

### Демонстрация насилия в фильме
Макджи указывает, что «показанное в фильме насилие — не для слабонервных. Драки в закусочных и избиения отважных горожан кровавые, болезненные и реальные, и мы видим шокирующее демонстрацию убийства бандитами двух детей». Вместе с тем, Джефф Майер отмечает, что повышенный уровень насилия был характерен и для некоторых других фильмов Карлсона.

### Тема борьбы за гражданские права
Спайсер и Хэнсон обратили внимание на то, что фильм «связан с движением за гражданские права, выступая за проведение реформ законным путём и против самосуда, даже перед лицом насилия». Дикос со своей стороны отметил, что фильм «стоит во главе кинодвижения 1950-х годов, начавшего показывать афроамериканцев в сравнительно не унизительных ролях».
Макджи также считает, что фильм «имеет подтекст, который был бесспорно узнаваемым публикой своего времени — это борьба за гражданские права. Криминальный синдикат во многих смыслах является символом скрытого расизма и предрассудков, которые укоренились в культуре южных штатов того времени». «В вызывающем содрогание своей жестокостью эпизоде с дочерью Зика Уорда, жестокое отношение коррумпированной белой полиции говорит больше о её расизме, чем о соучастии в деятельности мафиозного синдиката. Принимая звонок об убийстве девочки, дежурный офицер полиции сообщает патрульным машинам без каких-либо признаков срочности: „Кто-то только что выбросил мёртвого ребёнка-ниггера на газон Паттерсона. Поезжайте посмотрите“». В другом эпизоде Клэм Уилсон заявляет в коронерском суде, что ничего не имеет против негров, если они ведут себя правильно. А Таннер в разговоре с Паттерсоном говорит: «Половина проблем с людьми в мире сегодня заключается в том, что они не хотят, чтобы вещи оставались такими, какие они есть». Макджи отмечает в этой связи, что «борьба за гражданские права как раз была направлена на изменение сложившегося порядка вещей на глубоком юге». Зло, которое несёт Таннер и весь синдикат под личиной милого южного радушия, сравнимо с теми «старыми хорошими парнями», которые «систематически и на каждом шагу подавляли афроамериканцев с помощью физического принуждения или насилия».

### Оценка работы режиссёра
По мнению Эдера, «режиссёр Фил Карлсон показал, насколько он хорош в соединении увлекательной экранной драмы с жизненным правдоподобием, не оставляя никаких швов при их слиянии», а Дикос отметил упорство Карлсона в «демонстрации мрачной жестокости, включая весьма выразительное убийство маленькой девочки Зика Уорда».
Макджи отметил, что «Карлсон и его фильм также повлиял на другие отображения криминала и преступности. После выхода этого фильма Карлсон был приглашён студией „Десилу“ для постановки пилотного телефильма „Мафия лица со шрамом“ (1959), который положил начало телесериалу „Неприкасаемые“ (1959-63). Суровое, неприкрашенное видение Карлсона создало тот мрачный взгляд, которым стал известен этот сериал». Кер добавляет, что в 1973 году «Карлсон в буквальном смысле сделал римейк этого фильма, сняв картину „Высоко шагая“, которая принесла режиссёру самый большой коммерческий успех в его карьере».

### Оценка актёрской игры
Актёрская игра получила почти единодушно высокую оценку. Так, Босли Кроутер написал: «Через серию отличных актёрских работ, лучшей среди которых стала игра Джона Макинтайра в роли борца с преступностью, ставшего в конце концов мучеником, актёры представляют во плоти тех, кто ведёт борьбу за благородные цели. Образ мистера Паттерсона действительно является сердцем и ядром фильма. Перемена им решения, от отказа принимать участие в очередном походе против преступности, до возложения на себя ответственности возглавить этот гражданский порыв, показывает основополагающие качества порядочной человеческой природы и его отвагу». По мнению Кроутера, «Макинтайр играет блестяще — тихо, непритязательно, точно и достоверно, основываясь на хорошем, честном сценарии. Ему практически не уступают несколько других актёров — Ричард Кайли в роли вернувшегося после армейской службы сына Паттерсона, который побуждает отца выполнить свой долг, и берёт на себя ответственность, когда тот умирает; Кэтрин Грант — крупье в казино, которая включается в борьбу с преступностью; Отто Хьюлетт в качестве борца за справедливость и ещё несколько человек по эту сторону закона. Эдвард Эндрюс в качестве главаря преступной сети, Джон Ларч в качестве жестокого быка и Аллен Нурс в роли предателя чётко доносят твёрдую враждебность». Журнал «Variety» выделяет «Эдварда Эндрюса в роли Ретта Таннера, угрожающего, полностью правдоподобного криминального царя» и Ричарда Кайли, который играет Джона Паттерсона, сына убитого кандидата, который был избран на пост Генерального прокурора после смерти его отца, умело сыгранного Джоном Макинтайром". Эдер также считает, что «Ричард Кайли и Джон Макинтайр отлично исполняют свои роли Джона и Альберта Паттерсонов, получая великолепную поддержку от целой группы отличных актёров, лучшим среди которых является Эдвард Эндрюс в роли лицемерного и мерзкого криминального босса, Джеймса Эдвардса в роли жертвы творящегося вокруг насилия и Джона Ларча в роли жестокого громилы».